# ザ・インターセクションズ
『ザ・インターセクションズ』（原題:Detour）は、2016年に公開されたイギリス・南アフリカ共和国合作のサスペンス映画である。監督はクリストファー・スミス、主演はタイ・シェリダンが務めた。

## 概略
ハーパーは継父のヴィンセントを酷く恨んでいた。と言うのも、ハーパーの母親は交通事故に巻き込まれて昏睡状態にあったが、ハーパーはその事故を引き起こしたのはヴィンセントに違いないと確信していたのである。酒で憎しみを紛らわせる日々を送っていたハーパーだったが、そんなある日、酒場でジョニー・レイという男と知り合った。ジョニーは2万ドルでヴィンセントの殺害を引き受けると申し出てきた。
その後、本作のストーリーは「ハーパーがジョニーの申し出を断った世界」と「ハーパーがジョニーと組むことにした世界」の2つの軸に分裂するが、最終的には1つの結末にたどり着く。

## キャスト
- ハーパー：タイ・シェリダン
- ヴィンセント：スティーヴン・モイヤー
- ジョニー・レイ：エモリー・コーエン
- チェリー：ベル・パウリー
- フランク：ジョン・リンチ
- マイケル：ベンガ・アキナベ
- クレア・ワイズマン：ライネ・スワルト
- ポール：ジャレッド・アブラハムソン

## 製作
2015年1月19日、タイ・シェリダンが本作に出演することになったとの報道があった。2月20日、ベル・パウリーとジャレッド・アブラハムソンの起用が発表された。

## マーケティング
2016年4月16日、本作はトライベッカ映画祭でプレミア上映された。5月14日、マグネット・リリーシングが本作の全米配給権を購入したとの報道があった。11月18日、本作のオフィシャル・トレイラーが公開された。

## 評価
本作は批評家から好意的に評価されている。映画批評集積サイトのRotten Tomatoesには31件のレビューがあり、批評家支持率は65%、平均点は10点満点で6.03点となっている。また、Metacriticには7件のレビューがあり、加重平均値は46/100となっている